# Камп-де-Мар
Камп-де-Мар (исп. Camp de Mar) — небольшой курортный посёлок в муниципалитете Андрайч в Испании на одном из самых больших Балеарских островов — Мальорке.  Курорт находится на юго-западе острова, в 32 км от главного аэропорта острова — Сон-Сан-Хуан (Son San Juan Airport). Пляж курорта имеет награду «Голубой флаг».

## Описание
Курорт находится в  бухте, окружённой высокими скалами. Пляж курорта  Плайя-де-Камп-де-Мар — среднего размера, с белым песком и мелким спокойным морем. Он состоит из двух частей: небольшого песчаного пляжа с лежаками, зонтиками и вышкой спасателей и каменистого пляж со скалами, популярного для подводного плавания. Недалеко от береговой линии песчаного пляжа находится небольшой островок, добраться до которого можно по деревянному мосту. От этого же моста можно отплыть на катере на остров Драгонера.
Хвойные леса отделяют Камп-де-Мар от курортов Андрайч и Пегера, до которых можно добраться как на автобусе, так и пешком по засушливым лесным тропам.
В окру́ге Камп-де-Мара есть шесть полей для гольфа. Ближайший к курорту гольф-клуб — это 18-луночный гольф-клуб „Andratx“, находящийся рядом с отелем „Royal Hotel Dorint“.

## Галерея

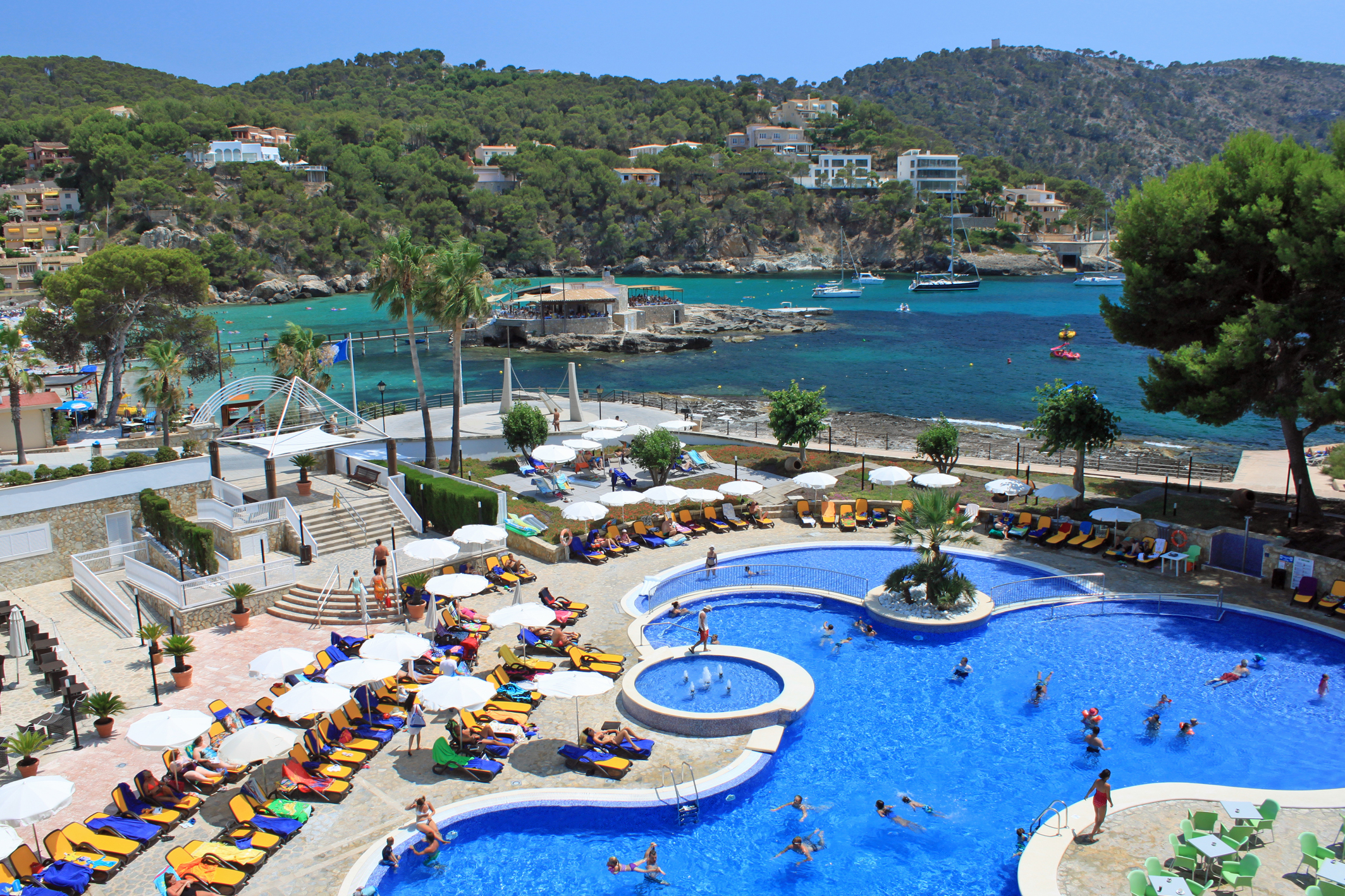
Вид на пляж и бассейн с гостиницы "Gran Camp de Mar"
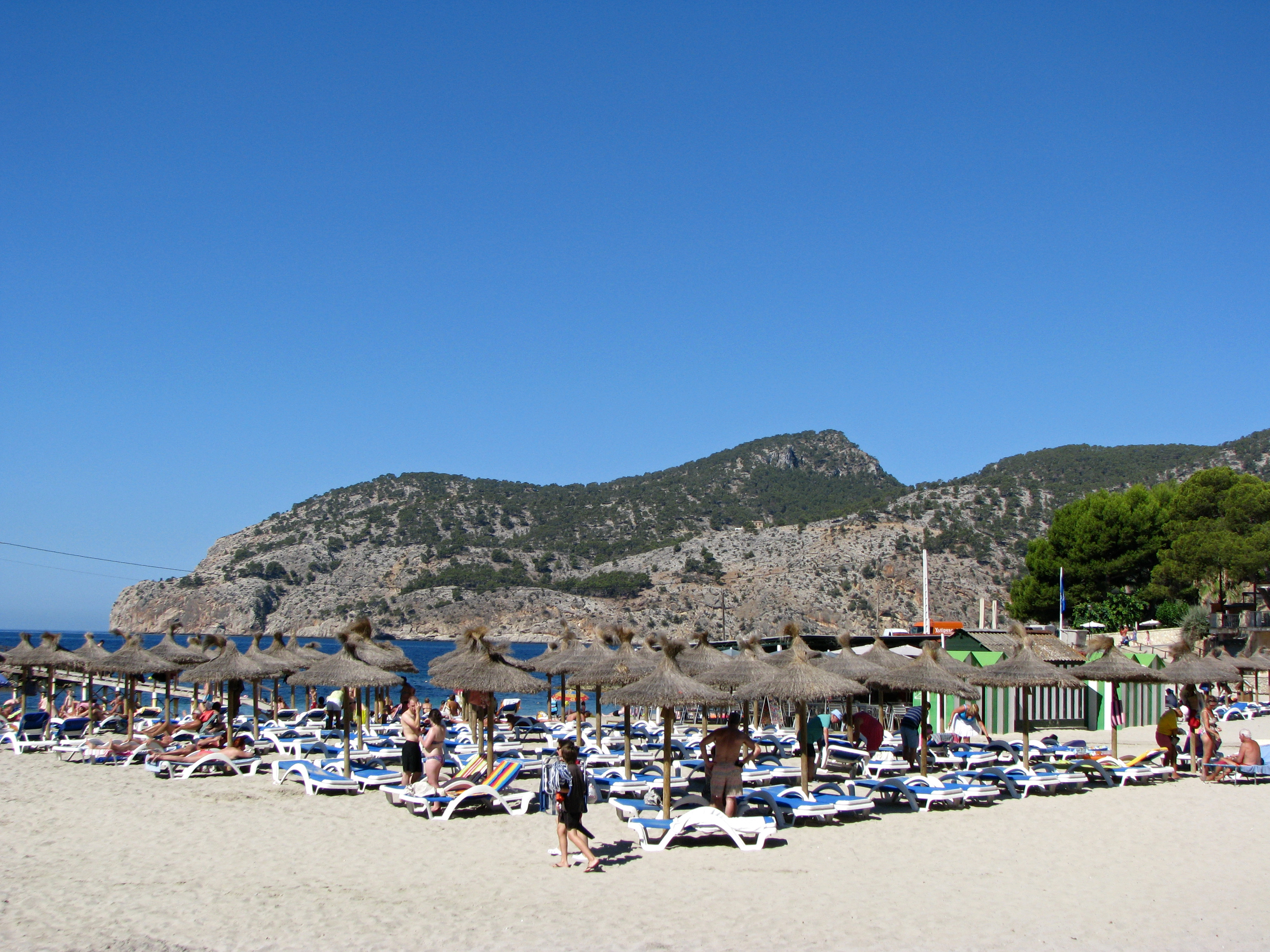
Пляж в Камп-де-Маре
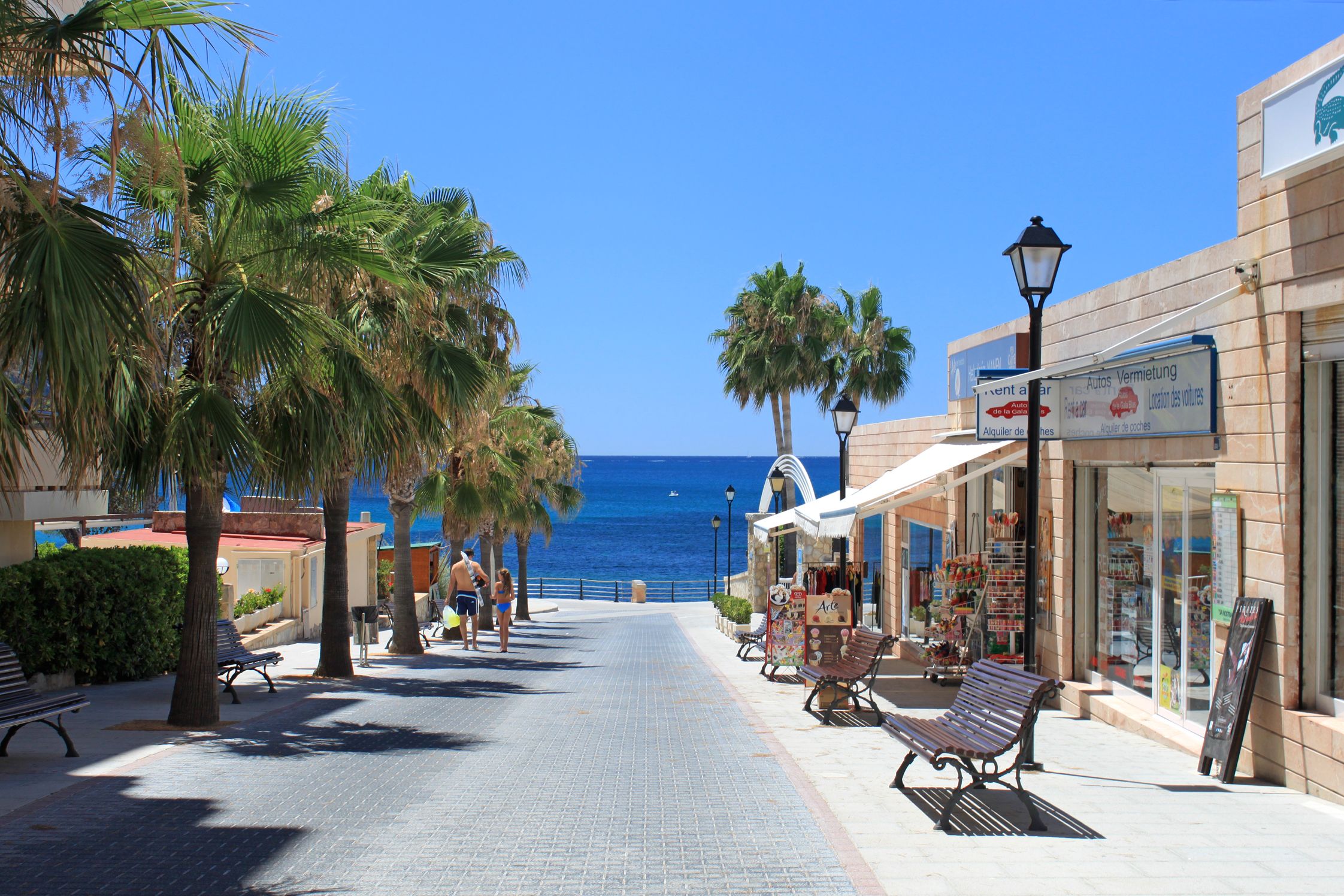
На улочке Камп-де-Мара
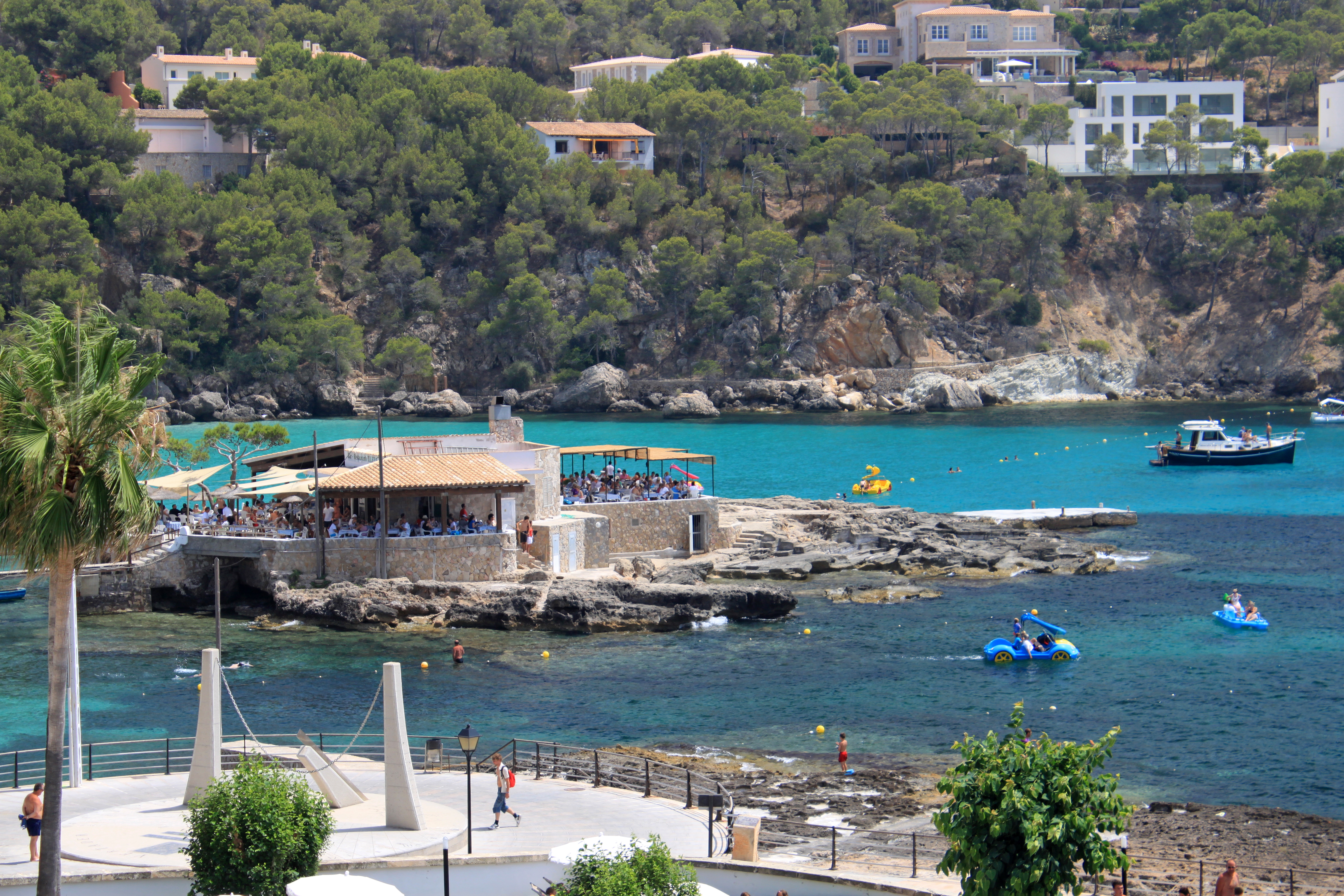
Ресторан "LA ILLETE"
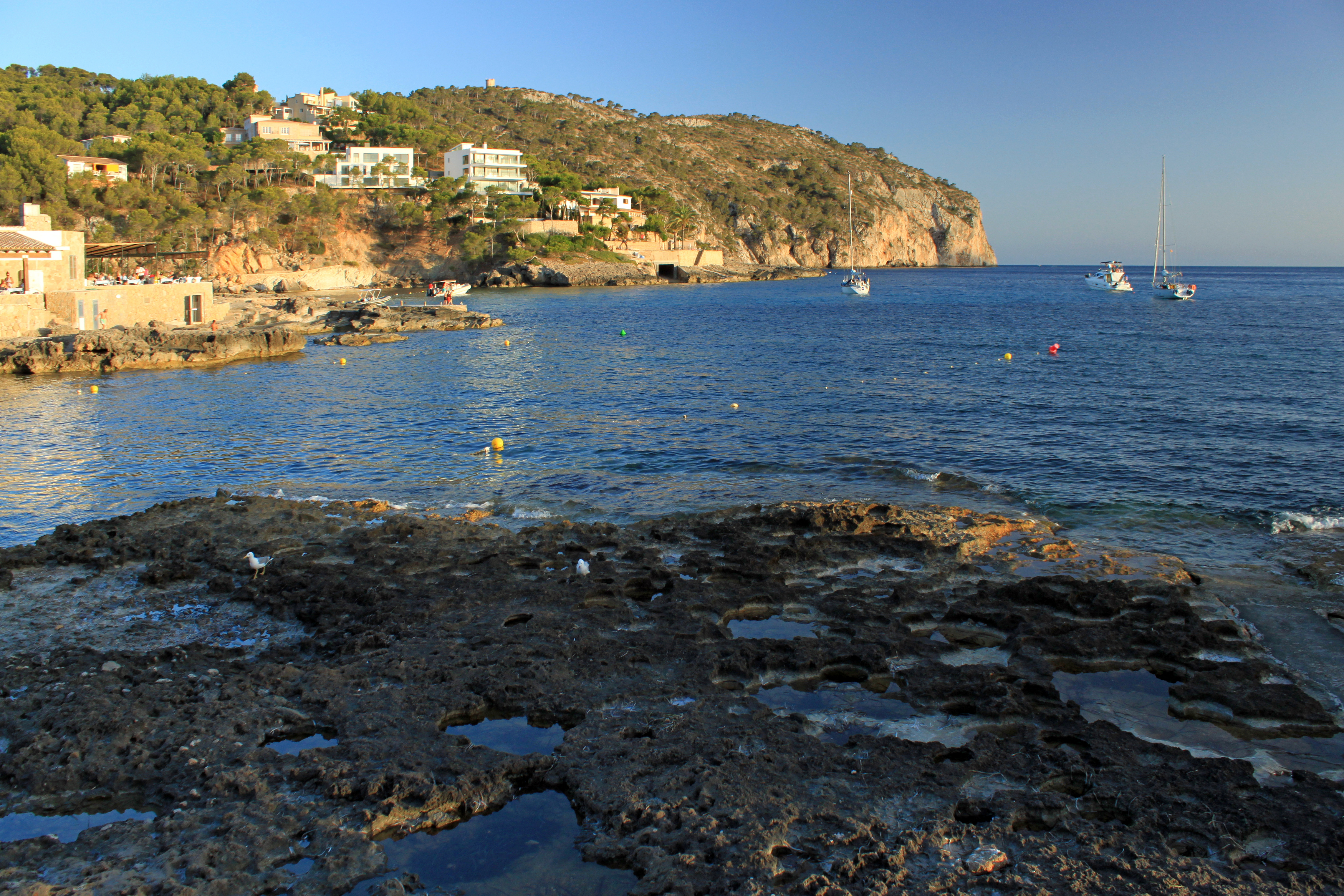
В Камп-де-Маре, 2013 год